# Black Widow (БПЛА)
Black Widow — экспериментальный сверхмалый летающий беспилотный летательный аппарат класса MAV. Предназначен для разведки и наблюдения с воздуха, например, целеуказания, корректировки огня, оценки ущерба и других подобных боевых задач.
Разработан фирмой AeroVironment для DARPA. В июне 1999 года разработчик получил награду DARPA «За выдающуюся разработку». В том же году Shepard’s Press вручило разработчику приз за «Ключевой вклад в развитие рынка БПЛА», указав, что их микродрону удалось установить несколько новых рекордов полётных характеристик.

## Технические характеристики
Согласно описанию на сайте Минобороны США, итоговый образец Black Widow обладал следующими характеристиками:
- Размах крыльев: 15 см
- Вес: 85 г
- Скорость: 38-53 км/ч[3]
- Время в воздухе: более 30 минут
- Дальность: 1.8 км (до 17 км по другим источникам[3])
- Потолок: 240 м
- Оборудование: цветная видеокамера, приёмопередатчик, сенсоры полётных характеристик